# Fizeșu Gherlii
Fizeșu Gherlii là một xã thuộc hạt Cluj, România. Dân số thời điểm năm 2002 là 2652 người.